# 秋庭英人
秋庭 英人（あきば ひでと、1962年 - ）は、日本の経済産業官僚。独立行政法人中小企業基盤整備機構副理事長、経済産業省経済産業研修所長、一般社団法人日本産業機械工業会代表理事などを歴任。

## 人物・経歴
茨城県古河市出身。栃木県立栃木高等学校を経て、1987年一橋大学経済学部卒業、通商産業省入省。1994年カリフォルニア大学サンディエゴ校留学。1995年北京大学経済学院留学。1999年外務省在中華人民共和国日本国大使館一等書記官。中小企業庁長官官房政策調整課長補佐を経て、2002年中小企業庁長官官房政策企画官。
2004年独立行政法人日本貿易振興機構香港センター産業調査員。独立行政法人日本貿易振興機構香港産業研究員事務所長を経て、2007年経済産業省製造産業局産業機械課長。2008年経済産業省通商政策局北東アジア課長。2010年経済産業省商務情報政策局取引信用課長。2011年経済産業省商務情報政策局商取引監督課長。2012年独立行政法人石油天然ガス・金属鉱物資源機構総務部長。2014年経済産業省北海道経済産業局長。
2016年から独立行政法人中小企業基盤整備機構副理事長として支援体制強化などにあたった。2020年中小企業庁長官官房中小企業政策統括調整官。中小企業庁長官官房中小企業政策統括調整官兼経済産業研修所長を経て、2021年退官、一般社団法人日本産業機械工業会専務理事・代表理事、一般財団法人日中経済協会評議員、一般財団法人企業活力研究所理事、一般社団法人日本BtoB広告協会参与。